# Planta química

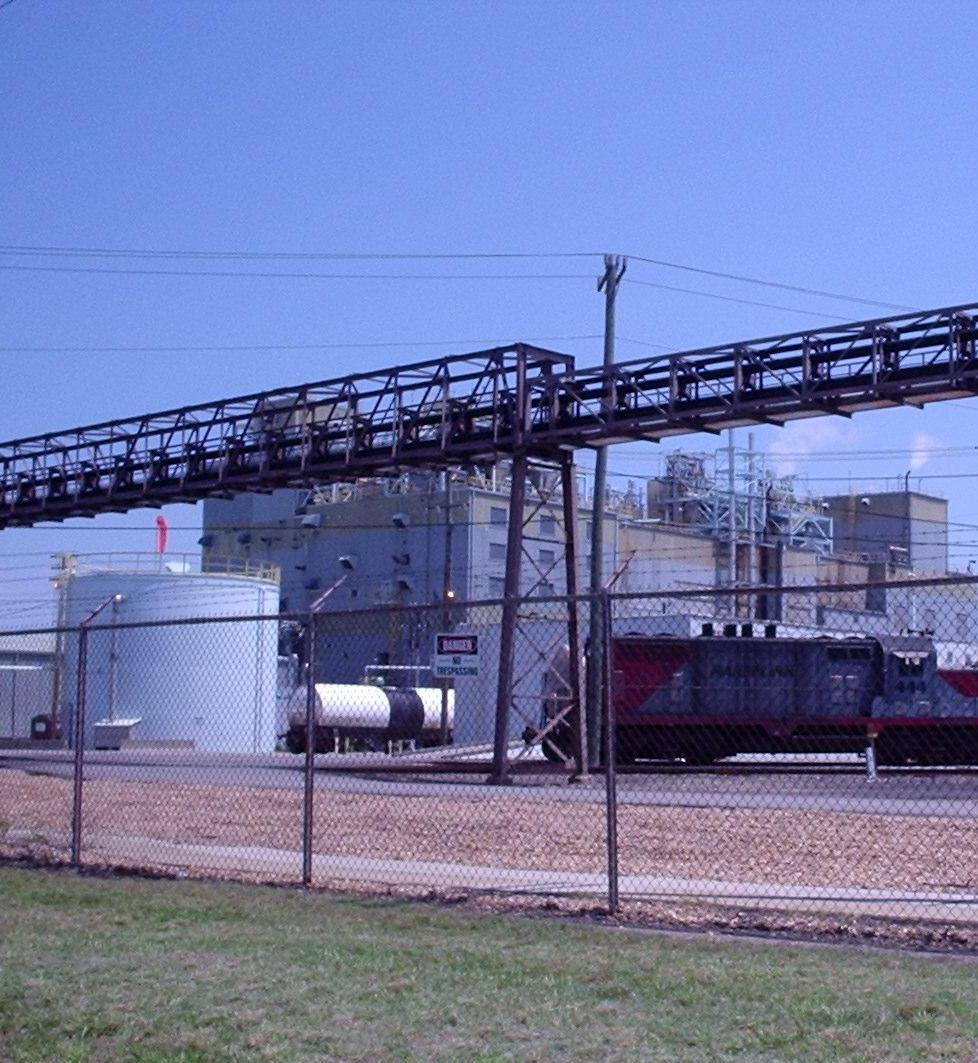
Planta química da BASF de Portsmouth em West Norfolk, área de Portsmouth (Virginia), EUA. A planta é servida pela Commonwealth Railway.

Uma planta química, às vezes citada como indústria química, é uma planta de processo industrial que fabrica ou processa produtos químicos, normalmente em larga escala. O objetivo geral de uma planta é criar um novo material de valor a partir da transformação química ou bioquímica, ou pela separação de materiais.
O termo planta é mais comum no meio da engenharia química e química industrial e entre os grandes investidores e operadores de indústrias do setor químico. Normalmente é empregado para uma instalação que limita seus produtos e processos a um determinado conjunto integrado. Dada esta integração de processos e correntes de matérias primas, é de importância econômica o projeto ótimo da disposição dos equipamentos e instalações.

## Desenho de plantas químicas
Atualmente, os aspectos fundamentais do desenho de plantas químicas são projetados por engenheiros químicos. Historicamente, esse não foi sempre o caso, com muitas plantas químicas sendo construídas sem nenhum planejamento antes de a disciplina de engenharia química ser estabelecida. A engenharia química foi consolidada como profissão pela primeira vez no Reino Unido, quando, em 1887, o primeiro curso de engenharia química foi lecionado na Universidade de Manchester por George E. Davis, sob a forma de doze aulas que cobriam diversos aspectos da prática química industrial.